# 納雄耐爾帕克 (新澤西州)
納雄耐爾帕克（英語：National Park）是位於美國新澤西州格洛斯特縣的自治市鎮。

## 人口
根據2020年美國人口普查的數據，納雄耐爾帕克的面積為3.73平方千米，當中陸地面積為2.61平方千米，而水域面積為1.12平方千米。當地共有人口3026人，而人口密度為每平方千米811人。